# Molophilus plagiatus
Molophilus plagiatus là một loài ruồi trong họ Limoniidae. Chúng phân bố ở miền Australasia.